# Tatratea

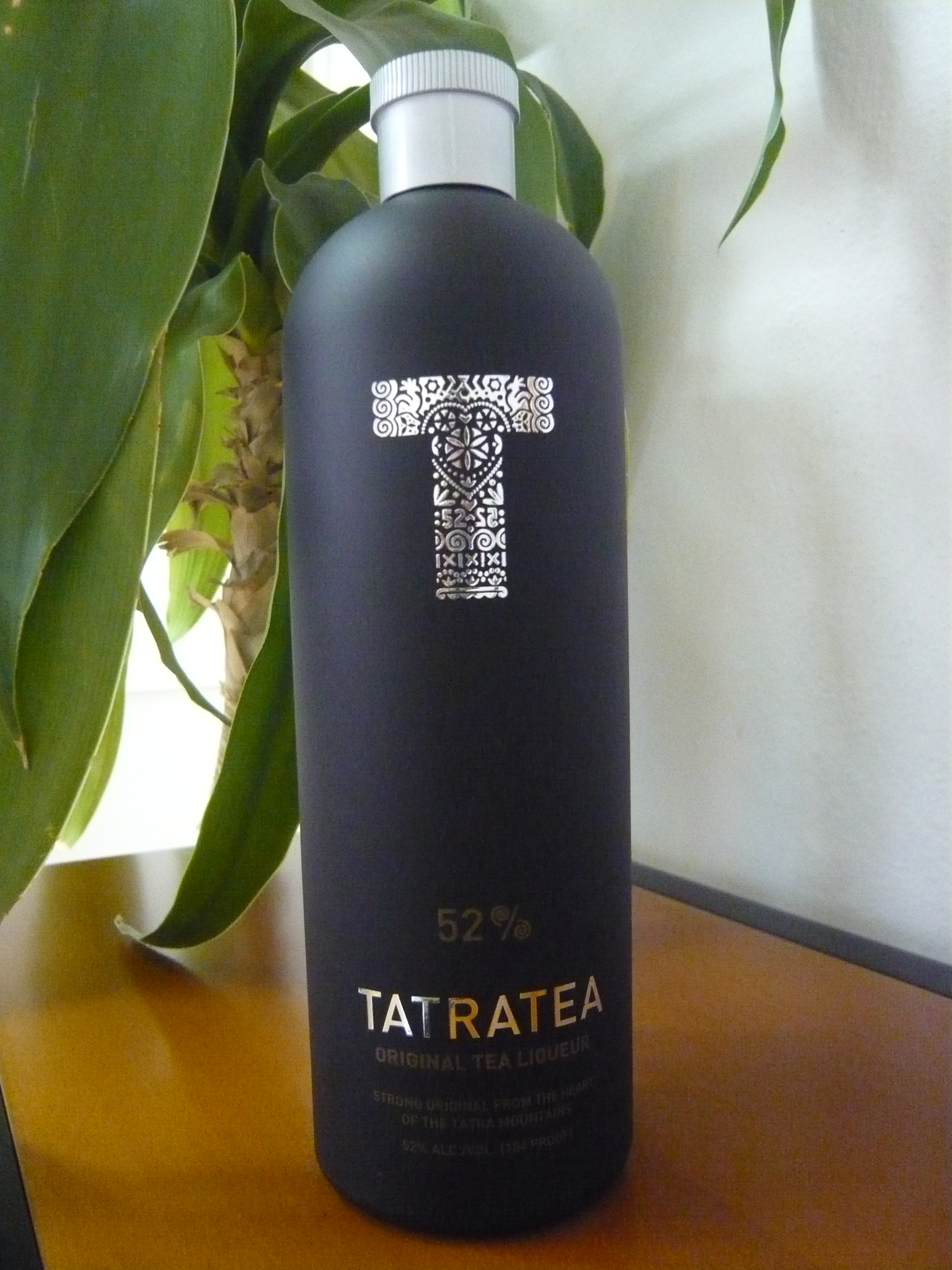
Una botella de Tatratea de la variante 52% Original

Tatratea (antes Té de Tatra) es un licor a base de té y hierbas elaborado por la empresa Karloff en Kežmarok sobre la base de recetas de la montaña. Su variante más popular es 52% Original, de la que cada año se venden más de medio millón de botellas. Contiene un juego de tés blancos y negros, extractos de hierbas y extractos de frutas. Actualmente está disponible en 14 sabores diferentes y tiene una amplia gama de contenido alcohólico. 
El extracto de té y hierbas se madura en barricas de roble, seguido de un proceso de extracción y filtración. El proceso de maduración dura 8 semanas. El alcohol está hecho de melaza. Después de madurar, la bebida se deja reposar y luego se envasa en botellas.

## Historia[1]
La receta del nombre original Té de Tatra fue desarrollada por personas originarias de los Altos Tatras. Era una vieja costumbre entre ellos ofrecer al invitado para protegerlo del frío un té caliente enriquecido con licor de hierbas. Esta receta fue la base de la bebida de hoy.
Su extensa producción y distribución comenzó a principios de 2003, cuando Ján Semaňák quiso comercializarlo como una especie de "bebida nacional eslovaca". Al principio, se comercializó solo en series más pequeñas y luego, cuando tuvo éxito, se produjo una mayor cantidad desde principios de 2004. Su vidrio original de transparencia media fue reemplazado por una variante termo, y la producción comenzó cinco veces más. Posteriormente, se agregaron versiones de frutas a las versiones de té, seguidas de la tercera generación basada en hierbas.

## Variaciones[1]

### Serie 1 - Bebidas a base de té
- 22% Coconut: a base de té blanco ligero y extracto de coco. Uno de los de menor grado de alcohol. La botella es blanca y la bebida es de color dorado claro.

- 32% Citrus: Té negro de cítricos a base de lima y extracto de limón. Una botella de color limón verde, la bebida es ámbar.
- 42% Peach & White: la variante más dulce elaborada con la adición de té blanco y extracto de melocotón. La botella es de color melocotón, la bebida es de color amarillo dorado.
- 52% Original: la versión original hecha de té negro, hierbas y extracto de frambuesa. El color de la botella es negro y la bebida es ámbar-caoba.
- 62% Forest Fruit: una versión mejorada de una receta de 52 grados con un mayor contenido de alcohol, un mayor contenido de extracto de té negro y frutos del bosque. El color de la copa es morado, la bebida es caoba rojiza.
- 72% Outlaw: También conocido en Hungría como "té fuera de la ley". La receta es la misma que a 52 grados, pero contiene menos azúcar y está enriquecida con extracto de quinina. La botella es gris y la bebida es caoba oscura.

### Serie 2 - Bebidas a base de frutas
- 17% Milk & Tea: la variante con el menor contenido de alcohol, la receta original de 52 grados se mezcló con crema. Su copa es de oro. No disponible en Hungría.
- 27% Acai & Aronia: elaborado con la adición de bayas de acai y aronia de acuerdo con la receta original con un contenido de alcohol más bajo. Las bayas de acai son el fruto de una variedad de palmeras de la región amazónica y su sabor se asemeja a una mezcla de frutos del bosque y chocolate. Aronia tiene un gusto similar. Su copa es de color azul claro. No disponible en Hungría.
- 37% Hibiscus & Red Tea: elaborado con té rojo, hibisco y cerezas. Bebida roja ligeramente agria. Vaso con tapa dorada rosa.
- 47% Flower: se produce agregando siete tipos de flores (caléndula, ortiga, lavanda, tilo, acacia, base y menta) y contiene miel en lugar de azúcar. La botella es de color amarillo limón.
- 57% Escaramujo y Espino Amarillo: el escaramujo y el espino amarillo forman la base. Su botella es naranja.
- 67% Apple & Pear: elaborado con manzanas y peras. Su copa es de color rojo oscuro.

### Serie 3 - Bebidas a base de hierbas
- 35% Herbal Tea Digestiff: elaborado sin la adición de azúcar, pasas, higos y stevia, endulza este licor a base de té. Contiene más de 30 especies de hierbas, entre ellas espino y milenrama. Estas hierbas tienen un fuerte efecto antiinflamatorio y también juegan un papel importante en el fortalecimiento del sistema inmunológico. Se recomienda consumir esta bebida después de una comida, ya que favorece la digestión. Botella con tapón de oro verde oscuro.
- 35% Tea Bitter: elaborado sin la adición de azúcar, pasas, higos y stevia también armoniza esta variante. Está elaborado con más de 30 hierbas, principalmente con ajenjo, genciana y dirofilariasis. Estas plantas contienen sustancias calientes que tienen un efecto beneficioso sobre el sistema digestivo. Apoyan las funciones de la vesícula biliar y el hígado, mientras estimulan todo el cuerpo. Una taza de color marrón chocolate con una tapa dorada.

### Edición Limitada
- 40% Chaga & Aloe Vera: esta edición se basa en té negro y se utiliza para dar sabor a aloe vera y hongos chaga.